# 籠屋
籠屋，是一種現存的特殊居住型式，居住者住在以鐵籠包圍的床位，故稱為籠屋，常見於香港之類地狹人稠房價又高的地區。

## 定義
香港政府對床位寓所(籠屋)的定義如下：
|  | 1. 「床位」指供單人住宿或擬供單人住宿的樓面空間、床或框架或床鋪， 2. 而「床位寓所」則是指內有十二個或以上已被人根據租用協議佔用或擬供根據租用協議佔用的床位的任何居住單位，或在同一建築物內而單位之間的間隔牆已被拆去的兩個或以上的相連居住單位，而在決定任何居住單位是否構成床位寓所時，無須理會該居住單位內是否有任何間隔存在。工業樓宇或地庫內不得開設床位寓所。 |

## 租務管制的實施
實施分間單位租務管制的《業主與租客（綜合）條例》第IVA部已於2022年1月22日開始生效。一般而言，規管範圍涵蓋不同類型的分間單位，包括板間房、床位、太空艙、閣樓、籠屋、天台屋和平台屋等。 差餉物業估價署負責條例的執行工作。政府已委託非政府機構設立6支區域服務隊，協助差餉物業估價署在地區層面推廣新法例，提高公眾對新規管制度的認識和處理一般查詢等。政府亦委託一間非政府機構，設立及管理「劏房」租務管制資訊平台 (網址: www.sdu-info.org.hk （页面存档备份，存于）)，以分享分間單位租務管制的資訊作宣傳及教育用途。

## 歷史
籠屋大約在1950年代出現，起初是給移民香港的勞工暫時住宿
。
2009年末，美國有線新聞網絡（CNN）訪問其中一間籠屋，十九人居住在六百多平方呎（約五十八平方米）空間，共用兩間廁格。截至2010年，仍有十萬人居住在籠屋。
香港政府對籠屋的回應是由於租金問題，而居住者不欲搬離市區，故只能住在籠屋。